# Caladenia formosa
Caladenia formosa är en orkidéart som beskrevs av Geoffrey William Carr. Caladenia formosa ingår i släktet Caladenia och familjen orkidéer. Inga underarter finns listade i Catalogue of Life.